# Omont
Omont je naselje in občina v severnem francoskem departmaju Ardeni regije Šampanja-Ardeni. Leta 1999 je naselje imelo 98 prebivalcev.

## Geografija
Kraj se nahaja v pokrajini Šampanji 29 km južno od središča departmaja Charleville-Mézières.

## Uprava
Omont je sedež istoimenskega kantona, v katerega so poleg njegove vključene še občine Baâlons, Bouvellemont, Chagny, La Horgne, Mazerny, Montigny-sur-Vence, Poix-Terron, Singly, Touligny in Vendresse z 2.285 prebivalci.
Kanton je sestavni del okrožja Charleville-Mézières.
1. ↑  »Populations légales 2016«. Nacionalni inštitut za statistične in gospodarske raziskave. Pridobljeno 25. aprila 2019.